# تاکو، چیبا
تاکو، چیبا (به لاتین: Tako, Chiba) یک منطقهٔ مسکونی در ژاپن است که در Katori District واقع شده‌است. تاکو ۷۲٫۶۸ کیلومترمربع مساحت و ۱۵٬۵۹۰ نفر جمعیت دارد.